# Kun'inskij rajon
Il Kun'inskij rajon (in russo Куньинский район?) è un rajon dell'Oblast' di Pskov, nella Russia europea. Istituito nel 1927, il capoluogo è Kun'ja.